# Vicente Llopis Pastor
Vicente Llopis Pastor (N. San Vicente del Raspeig, Alicante; 20 de septiembre de 1943) es Doctor en Ciencias Económicas y Empresariales por la Universidad de Valencia; Profesor del Colegio Universitario CEU de Alicante (1972-1980) y de la Universidad de Alicante (1980-2000).

## Vida académica
Nacido en el seno de una familia de fuerte raigambre local en San Vicente del Raspeig, estudia el bachillerato en el Instituto Nacional de Enseñanza Media de Alicante (1953-1957); Perito Mercantil en la Escuela Profesional de Comercio de Alicante (1957-1961); Profesor Mercantil por la Escuela Profesional de Comercio de Alicante (1961-1964); Licenciado en Ciencias Económicas y Empresariales en la Universidad Complutense de Madrid (1972) con la calificación de Sobresaliente; Doctor en Ciencias Económicas y Empresariales por la Universidad de Valencia con la calificación de Sobresaliente “Cum Laude” (1982). Igualmente es Diplomado en Técnicas Didácticas por la Universidad Politécnica de Madrid (1973) y con el Certificado de Aptitud Pedagógica del Instituto de Ciencias de la Educación de la Universidad Politécnica de Madrid (1975).

## Vida laboral
Su vida laboral comienza en el año 1958 cuando ingresa por oposición como Botones-recadero en la Caja de Ahorros Provincial de Alicante, la cual a partir de 1992 se fusiona con la Caja de Ahorros del Mediterráneo. Ha estado destinado en cargos de contabilidad, intervención, atención al cliente, dirección de sucursales, servicio de estudios, planificación, subdirección técnica y dirección de control de empresas participadas hasta su prejubilación en el año 2000.
Como profesor universitario ha impartido docencia en el Colegio Universitario CEU de Alicante, Universidad de Alicante y profesor invitado en la Universidad Miguel Hernández de Elche en sus distintos campus. Las materias impartidas han sido Teoría Económica, Historia del Pensamiento Económico, Economía Política, Microeconomía, Macroeconomía y similares.
Fundador y Director de la Escuela de Formación de Personal de la Caja de Ahorros Provincial de Alicante (1978-1986) con responsabilidades en la formación, selección y gestión de recursos humanos de dicha entidad.
Entre sus diversas publicaciones de difusión interna académica se pueden citar “Programación didáctica de la materia de economía política” (1974); “El sistema monetario internacional” (1976); “Problemática fiscal de carácter internacional” (1976); “La deuda pública en España” (1977). Su tesis doctoral “El espacio financiero de la provincia de Alicante” (1970-78) está editada por el Servicio de Publicaciones de la Caja de Ahorros Provincial de Alicante, en dos tomos, en el año 1983.
Publica frecuentemente artículos de opinión en prensa y revistas especializadas, generalmente sobre temas económicos, empresariales y sociales los cuales suelen aparecer en medios de comunicación tales como Diario Información de Alicante, El Periódico de Alicante, Revista Balance del Ilustre Colegio Oficial de Economistas de Alicante, Periódico El Raspeig, Semanal San Vicente, San Vicente al día y otros. Hasta el año 2009 tiene publicados más de mil artículos. Ha participado en programas de radio y televisión en cadenas y emisoras locales, provinciales y nacionales.
Fue uno de los fundadores del Ilustre Colegio Oficial de Economistas de Alicante en el año 1979; Vocal de Relaciones Institucionales (1979-1997); y Vicedecano desde 1997 de dicho Ilustre Colegio. Miembro de la Sociedad Española de Planificación (AESPLAN) (1985-1990). Miembro de diversos tribunales de oposición para la Administración Pública y para la empresa privada. Miembro del Patronato de la Fundación para la Formación y el Desarrollo Empresarial (FUNDESEM) (1984-1990). Asesor del Patronato del Centro de Documentación Europea de Alicante (1983). Medalla de Plata del Ilustre Colegio Oficial de Economistas de Alicante (1984). Insignia de Oro de la Caja de Ahorros Provincial de Alicante (1992).
Muy ligado a la vida local de San Vicente del Raspeig. Fundador y Vicepresidente de la Asociación Cultural “Almorçarets Sanvicenteros”. Presentador del Libro Oficial de Fiestas Patronales y de Moros y Cristianos en Honor al Santo Patrón San Vicente Ferrer en el Pleno del Excmo. Ayuntamiento de San Vicente del Raspeig, en el año 1994; Pregonero de las Fiestas de Hogueras y Barracas de San Vicente del Raspeig, año 2006; articulista del Libro Oficial de Fiestas Patronales y de Moros y Cristianos de San Vicente del Raspeig; articulista de la Revista Oficial de Hogueras y Barracas de San Vicente del Raspeig; articulista del periódico local “El Raspeig”; Responsable del programa “Economía” de Galena.- Radio San Vicente, 88.3FM (2003-2006); Director del Programa Cultural “Ágora” de Galena.-Radio San Vicente, 88.3FM (2003-2006); Colaborador de Radio San Vicente, 95.2FM, desde el año 2006.
Tiene elaboradas numerosas Semblanzas Sanvicenteras sobre personajes de San Vicente del Raspeig, una buena parte de las cuales han sido publicadas en el periódico local “El Raspeig” y difundidas por Radio San Vicente 95.2FM.

## Trabajos de investigación
- “Programación didáctica de la materia de economía política” (1974)
- “El Sistema Monetario Internacional” (1976)
- “Problemática fiscal de carácter internacional” (1976)
- “La Deuda Pública en España” (1977)

## Libros publicados
- “El espacio financiero de la provincia de Alicante (1970-1978)”. Tesis doctoral. Editada por el Servicio de Publicaciones de la Caja de Ahorros Provincial de Alicante (1983). ISBN 84-7231-809-5.

## Principales artículos periodísticos
Se citan algunos de ellos dentro de los más de mil artículos que tiene publicados.

### Diario Información

#### Año 2005
- "Schelling y Aumann, Premio en Ciencias Económicas en memoria de Alfred Nobel"

#### Año 2006
- "Fiestas Patronales en San Vicente del Raspeig"
- "Fiestas de Hogueras y Barracas en San Vicente del Raspeig"
- "Teoría del Estado" (2006)
- "Edmund S. Phelps, Premio en Ciencias Económicas en memoria de Alfred Nobel 2006"

#### Año 2007
- "Prospectivas"
- "El P.I.B. futbolístico"
- "Vocabulario de Finanzas"
- "La ciencia aplicada a los mercados (Comentario a los Premios en Ciencias Económicas en memoria de Alfred Nobel, año 2007)"

#### Año 2008
- "BCE Vs. FDE"

### Periódico El Raspeig

#### Año 2003
- "La moderna mujer sanvicentera"
- "Santa Cecília, patrona de los músicos, en San Vicente del Raspeig"

#### Año 2004
- "La cultura en San Vicente del Raspeig"
- "Los adolescentes sanvicenteros"
- "Crecimiento urbano de San Vicente del Raspeig"
- "Suelo industrial en San Vicente del Raspeig"
- "Culto a nuestra Revista Oficial de Fiestas Patronales"
- "Fugit irreparabile tempus"
- "El tema más candente de San Vicente del Raspeig"
- "La sanidad en San Vicente del Raspeig"
- "Jóvenes talentos sanvicenteros"
- "No tan sequet"
- "De modistas y bordadoras"
- "De maderas y muebles"
- "El sector de la distribución y San Vicente del Raspeig"
- "El campo de La Merced"
- "Masa Coral La Aurora"

#### Año 2005
- "Aniversario de la canonización de San Vicente Ferrer"
- "Tallistas"
- "Orquesta Sir-San-Lluch"
- "La creu"
- "Panaderos de antaño"
- "Bautizo sanvicentero en Valencia"
- "La actual metamorfosis sanvicentera"
- "Serenatas en las noches sanvicenteras"
- "Jugando a la secansa en San Vicente del Raspeig"
- "Don Quijote en San Vicente del Raspeig"
- "Doctor Don Adrián Beviá Carbonell, nuestro médico ilustrado"
- "Doña Melania Llopis Casero, nuestra grácil y multicampeona gimnasta"
- "Los nuevo bancos de la Iglesia Parroquial de San Vicente Ferrer"
- "La Tuna de San Vicente del Raspeig"
- "Don Manuel Lillo Torregrosa; Insigne músico y compositor sanvicentero"
- "Creatividad en San Vicente del Raspeig"
- "Don Rafael Sabater Lillo: Presidente-Fundador de Almorçarets Sanvicenteros"
- "Un hombre de bien"
- "Nuestro comercio minorista"
- "El futuro de San Vicente del Raspeig como municipio"
- "La cultura: ¿Gestión pública o privada?"
- "Esperanza de vida"

#### Año 2006
- "Música y músicos en San Vicente del Raspeig"
- "Tres revoluciones en los tiempos actuales (I, II y III)"
- "Recordatorio"
- "La sociedad tecnológica"
- "La industria española del automóvil"
- "La economía china cara al futuro"
- "Fiestas Patronales y de Moros y Cristianos en Honor a San Vicente Ferrer"
- "La empresa trébol"
- "El profesional del futuro"
- "Afinsa y Fórum Filatélico"
- "La Ley Concursal aplicable a las familias"

#### Año 2007
- "Don Juan Lillo Beviá ("Clemente"): 90 años de ética y valores humanos"
- "Dinero"
- "Cinco años del euro"
- "Medio Ambiente"
- "Periódico El Raspeig"
- "Almorçarets Sanvicenteros de San Vicente del Raspeig (Aventura cultural y humanística"
- "Algunos "foguerers" de leyenda"

### Semblanzas Sanvicenteras (Periódico El Raspeig)
- Don Rafael Sabater Llopis
- Don José Aracil Morant
- Don Manuel Isidro Rodríguez García
- Don José Rodríguez Torregrosa
- Don José Vicente Beviá Pastor
- Don Ginés Alenda Benavente
- Don Francisco Canals Beviá
- Don Benjamím Beviá Orts
- Don José Llopis Carbonell
- Don Mariano Carbonell Montoyo
- Don Mariano Pérez Picó
- Don José Beviá Calzado
- Don Teodoro Mira Huesca

### Revista Balance del Ilustre Colegio Oficial de Economistas de Alicante

#### Año 2005
- "Los estudios de ciencias económicas en España"
- "Biblio-Economía.- Comentario del libro: ¿Qué hacen los líderes?"

#### Año 2006
- "Biblio-Economía.- Diccionario de Economía y Finanzas"
- "Biblio-Economía.- Comentario del libro: Gestión del cobro en las operaciones de venta internacional"

#### Año 2007
- "150 años del Banco de España"
- "Biblio-Economía.- Comentario del libro: Diccionario de los nuevos negocios financieros"
- "Acto de entrega del III Premio de Economía del Ilustre Colegio Oficial de Economistas de Alicante"
- "Biblio-Economía.- Comentario del libro: Economistas extravagantes.- Restratos al aguafuerte"
- "Treinta años de los Pactos de la Moncloa. (Con referencias al Profesor Don Enrique Fuentes Quintana, fallecido en junio de 2007)"

#### Año 2008
- "Acto de entrega del IV Premio de Economía del Ilustre Colegio Oficial de Economistas de Alicante"
- "Biblio-Economía.- Comentario del libro: Lo más importante de la gestión empresarial (Las herramientas y prácticas de gestión que mejorarán su empresa)"

### Revista Jubicam

#### Año 2003
- "Fiscalidad del ahorro en Europa"
- "Invertir en Arte"

#### Año 2004
- "La inflación y la asincrónica economía española"
- "Huarte de San Juan"
- "Las cuotas participativas de las Cajas de Ahorros"
- "La anfibología en los chistes españoles"
- "La Unión Europea de los veinticinco"
- "Cuarto Centenario de El Quijote"
- "Fondo Monetario Internacional"
- "El vocabulario de las Finanzas (I, II y III)"
- "Extranjeros"

#### Año 2005
- "Verbo épico y lenguaje homérico"
- "Calderón frente a Shakespeare"
- "Sobre la creatividad"
- "El automóvil y el perro"
- "Banca islámica"
- "El primer Catedrático de Economía de la historia de España"
- "El concepto de Economía"
- "Trucos para triunfar en la vida (I)"

#### Año 2006
- "Trucos para triunfar en la vida (II, III y IV)"
- "El objetivo último del Banco Central Europeo"
- "Algunas bellas metáforas de William Shakespeare"
- "Sobre la cultura"
- "La burocracia"
- "Comentarios al IX Foro de Debate: Las relaciones intergeneracionales en el mundo de hoy"
- "Comentarios al X Foro de Debate: La energía que viene"
- "Comentarios al XI Foro de Debate: La reforma del IRPF"
- "El consumo y la tercera edad"
- "La política económica actual"
- "Perlas cervantinas"
- "Comentarios al XIII Foro de Debate: Desequilibrios internacionales (Ponente Don José María Tortosa Blasco)"
- "Comentarios al XIV Foro de Debate: La limitación de los recursos de la Tierra"

#### Año 2007
- "Comentarios al XV Foro de Debate: Una modificación tributaria que nos afecta (Ponente Don Juan Jesús Gómez Gómez)"
- "Comentarios al XVI Foro de Debate: Viaje a Monóvar y Novelda. Conferencia sobre el escritor don Jósé Martínez Ruiz "Azorín" (Ponente Don José Payá Bernabé)"
- "Comentarios al XVII Foro de Debate: Del Islam en suspenso al Islam revolucionario (Ponente Don José Francisco Cutillas Ferrer)"
- "Comentarios al XVIII Foro de Debate: Los mayores en los medios de comunicación"
- "Comentarios al XX Foro de Debate: ¿Es posible una guerra nuclear? (Ponente Don José María Tortosa Soler)"
- "Don Germán Bernácer Tormo. (Dedicado a Don Francisco Guardiola Soler)"
- "Comentarios al XXI Foro de Debate: Inmigración e interculturalidad (Ponente Don David Romá Romero)"
- "Comentarios al XXII Foro de Debate: Las nuevas culturas ¿Nuestro fracaso? (Ponente Don Vicente Llopis Pastor)"
- "Comentarios al XXIII Foro de Debate: ¿Es posible la paz en Israel? (Ponente Don Francisco Sempere Botella)"

#### Año 2008
- "Comentarios al XXIV Foro de Debate: ¿Qué puedes hacer con tus ahorros? (Ponente Doña Isabel Abellán Serna)"
- "Comentarios al XXV Foro de Debate: Cómo llegar a viejo saludable sin morir en el intento (Ponente Don Gregorio Muñoz-Duque Ortíz de Lazcano)"
- "Comentarios al XXVI Foro de Debate: ¿Es posible la paz entre Israel y Palestina? (Ponente Don Francisco Sempere Botella)"
- "Comentarios al XXVII Foro de Debate: Los medios de comunicación (Ponente Don Jordi Sánchez Navas)"
- "Comentarios al XXVIII Foro de Debate: Iberoamérica: Lejos y cerca (Ponente Don José María Tortosa Blasco)"
- "Comentarios al XXIX Foro de Debate: Claves de la formación para mayores en el siglo XXI y su importancia en el fomento de la calidad de vida y promoción de la autonomía personal (Ponente Doña Concepción Bru Ronda)"
- "Comentarios al XXX Foro de Debate: Emociones y personalidad (Ponente Don Antonio Vallés Arándiga)"

### Revista Semanal San Vicente

#### Año 2004
- "La menos provecta edad"
- "La moderna ágora sanvicentera"
- "Comunicación social"
- "De transportes y acarreos"
- "La copa de San Pedro"

#### Año 2005
- "Estadísticas"
- "Su majestad el euribor"
- "Las fuerzas vivas de la localidad"

### Revista San Vicente al Día

#### Año 2004
- "Nuestro verano 2004"
- "La economía de San Vicente del Raspeig (I)"

#### Año 2005
- "La economía de San Vicente del Raspeig (II, III, IV, V, VI y VII)"
- "Lo foráneo"
- "San Vicente del Raspeig y el mar"
- "Balompié en San Vicente del Raspeig"
- "Fogueres a Sant Vicent del Raspeig"
- "La economía de San Vicente del Raspeig hace cien años"

#### Año 2006
- "Nuestra industria del mueble hace treinta años"
- "Cavanilles y San Vicente del Raspeig"

## Artículos aparecidos en diversas Revistas Oficiales de Fiestas

### Revista de Fiestas Patronales y de Moros y Cristianos de San Vicente del Raspeig
- "V Centenario de la canonización de San Vicente Ferrer" (2006)
- "Las fiestas de antaño" (2006)
- "Crecimiento de San Vicente del Raspeig" (2007)
- "El vicario Aracil" (2008)

### Revista de la Comisión Gestora de Hogueras y Barracas
- "Fiestas de Hogueras y Barracas en San Vicente del Raspeig" (2006)
- "Pregón de Hogueras, año 2006" (2007)

### Revista de Fiestas Patronales de la Cañada del Fenollar
- "Cañada del Fenollar, hace cien años" (2006)
- "Un afectuoso saludo (de Almorçarets Sanvicenteros)" (2006)

### Revista de la Comparsa "Caballeros Templarios"
- "Caballeros Templarios" (2006)

### Revista de la Comparsa "Moros Viejos"
- "Moros Viejos" (2006)

### Revista de las Fiestas Oficiales de la Urbanización "Los Girasoles"
- "Los Girasoles en fiestas" (2006)

### Revista del Distrito Fogueril "Carrer Major"
- "Foguera Carrer Major" (2007)